# Mosaïque du cirque de Gafsa
Vous lisez un « article de qualité » labellisé en 2023.
La mosaïque du cirque de Gafsa est une mosaïque romaine datée de l'Antiquité tardive découverte en 1888 à Gafsa, ville du sud-ouest de l'actuelle Tunisie. Elle est désormais conservée au musée national du Bardo.
La mosaïque représente une course de chevaux et, outre le spectacle sur la piste, figure des spectateurs de façon stylisée. Cette représentation des spectateurs fait de la mosaïque une œuvre exceptionnelle.
Elle constitue, en outre, selon Mohamed Yacoub, spécialiste des mosaïques tunisiennes antiques relatives au monde du cirque, « l'exemplaire le plus tardif d'une importante série de pavements africains inspirés par le monde du cirque ».

## Histoire et localisation
La mosaïque fait partie des pièces importantes exposées au musée national du Bardo, par la thématique de présentation des jeux du cirque.

### Localisation et histoire antique

Carte de l'Afrique du Nord avec localisation des villes de Capsa et Tacape dans la province de l'Africa Proconsularis.

La ville de Gafsa occupe le site de l'ancienne Capsa, à 130 kilomètres de l'actuelle Gabès, l'antique Tacape, « lieu stratégique remarquable ». Les vestiges archéologiques romains sont cependant peu nombreux dans la ville actuelle.
Fondée selon la tradition par Hercule libyque, grande ville dès le IIe siècle av. J.-C., conquise par Jugurtha, elle est détruite par Marius en 108 av. J.-C., en 107 av. J.-C. ou en 106 av. J.-C. Sa population est tuée ou réduite en esclavage. Reconstruite, elle devient une étape de la route reliant Tacape à Ammaedara. Au IIe siècle, la cité est dirigée par deux suffètes. Elle accède au statut de municipe sous Trajan, puis de colonie à une date ultérieure non connue, mais au plus tard sous le règne de Gallien selon Mustapha Khanoussi. La date de ce statut est peut-être liée à Sévère Alexandre selon l'épithète donnée à un édifice thermal. Au Bas-Empire, des jeux y sont donnés pour Probus. Une inscription datée de la fin du IVe siècle, peu avant la conquête vandale, évoque des travaux d'envergure dans des thermes, témoignant selon Claude Lepelley de la « permanence des plaisirs et de la vie urbaine ».

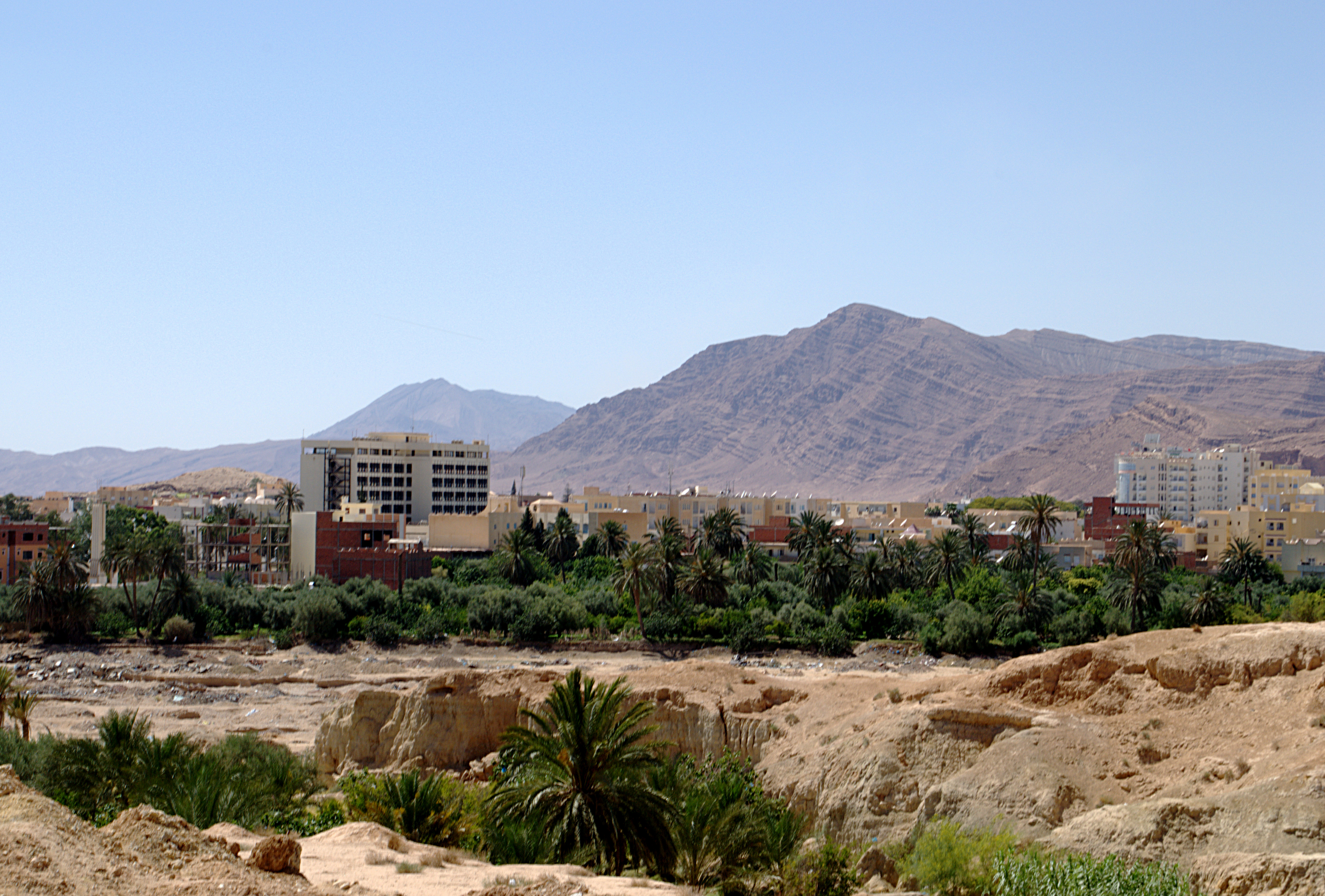
Vue générale de la ville de Gafsa en 2013.

La ville demeure importante, puisqu'elle est ultérieurement l'« une des capitales de la Byzacène ». Elle est dotée par Solomon d'une citadelle à l'époque byzantine vers 540, puis est appelée plus tard Justiniana.
La mosaïque est « une présentation tardive des jeux du cirque » car elle date du VIe siècle selon Mohamed Yacoub,,. L’œuvre fait partie des « productions africaines les plus tardives ». Selon Jean-Claude Golvin, elle est datable du IVe siècle.

### Redécouverte

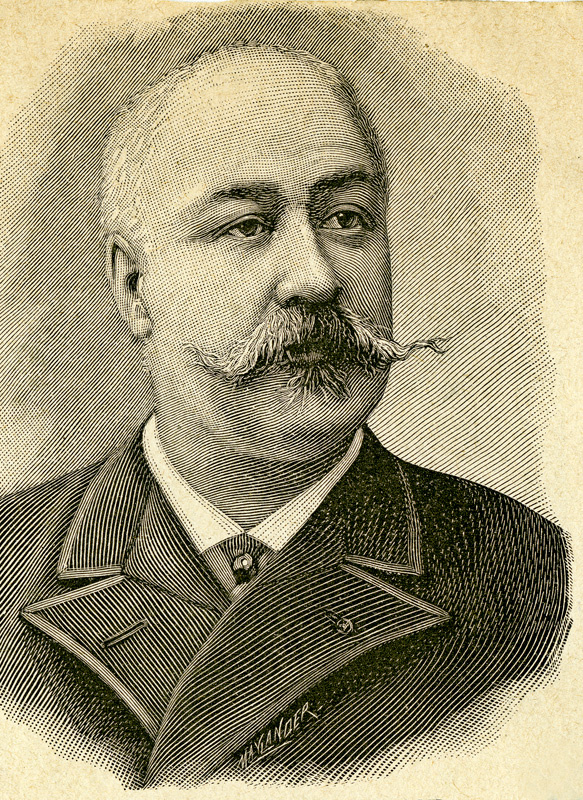
Antoine Héron de Villefosse vers 1876, qui publie le premier article évoquant la mosaïque en 1889.

La mosaïque est découverte en octobre 1888 par le commandant Privat, du 4e régiment de tirailleurs tunisiens actif dans les découvertes archéologiques de Sousse, comme les mosaïques de la maison de Sorothus. La notice du Catalogue du musée Alaoui de 1897 évoque une découverte par le docteur Veillon et le capitaine Seta. La même publication note une présence de la mosaïque à Paris lors de l'Exposition universelle de 1889. Antoine Héron de Villefosse est prévenu le 19 février 1889.
Le détail des circonstances de la découverte de la mosaïque, qualifiée de « assez délabrée, mais curieuse par la scène représentée et par la naïveté du dessin », ne figure pas dans le compte rendu de la découverte publié par Héron de Villefosse.
L’œuvre est publiée en 1897 par René du Coudray de La Blanchère et Paul Gauckler dans la portion de la Description de l'Afrique du Nord : catalogue des musées et collections archéologiques de l'Algérie et de la Tunisie consacrée au musée Alaoui, l'actuel musée national du Bardo. La mosaïque de Gafsa y porte le numéro 19.

## Description

### Composition

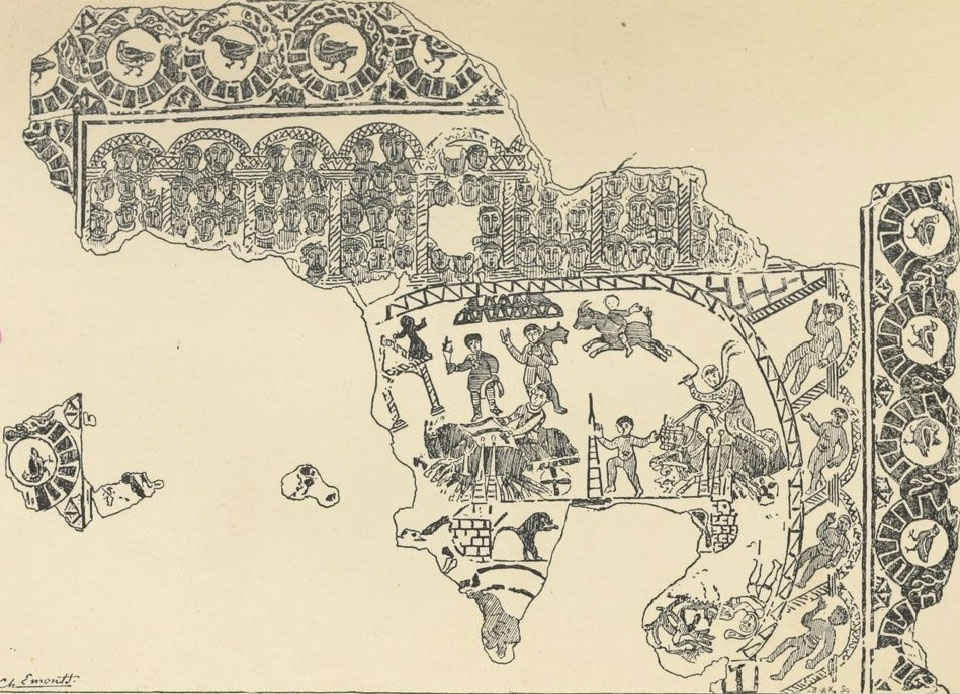
Mosaïque dans le Catalogue du musée Alaoui de René du Coudray de La Blanchère.

La mosaïque est en grande partie dégradée, et représente en son milieu à la fois l'édifice et le spectacle qui s'y déroule : sont conservées à peine la moitié de la représentation de la piste et une partie de la spina. Sur les quatre chars appartenant aux factions, seuls deux sont conservés. La bordure comporte des médaillons avec des oiseaux.

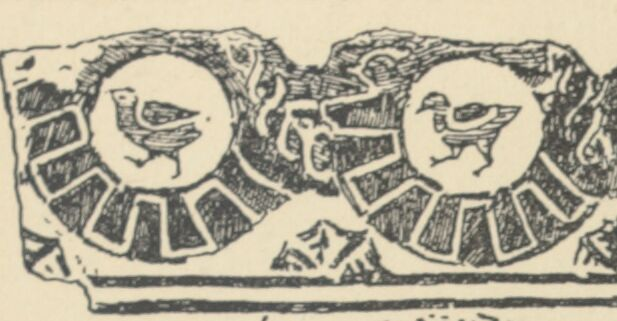
Détail de la bordure avec des représentations d'oiseaux.

Il y a une perspective mais uniquement frontale, contrairement à la vision aérienne de la mosaïque du cirque de Carthage. La scène est celle qui serait perçue par un spectateur installé sur la spina de l'édifice. Les couleurs utilisées vont dans le sens d'un « colorisme abstrait ».

### Description de l'édifice et du public

#### Description de l'édifice

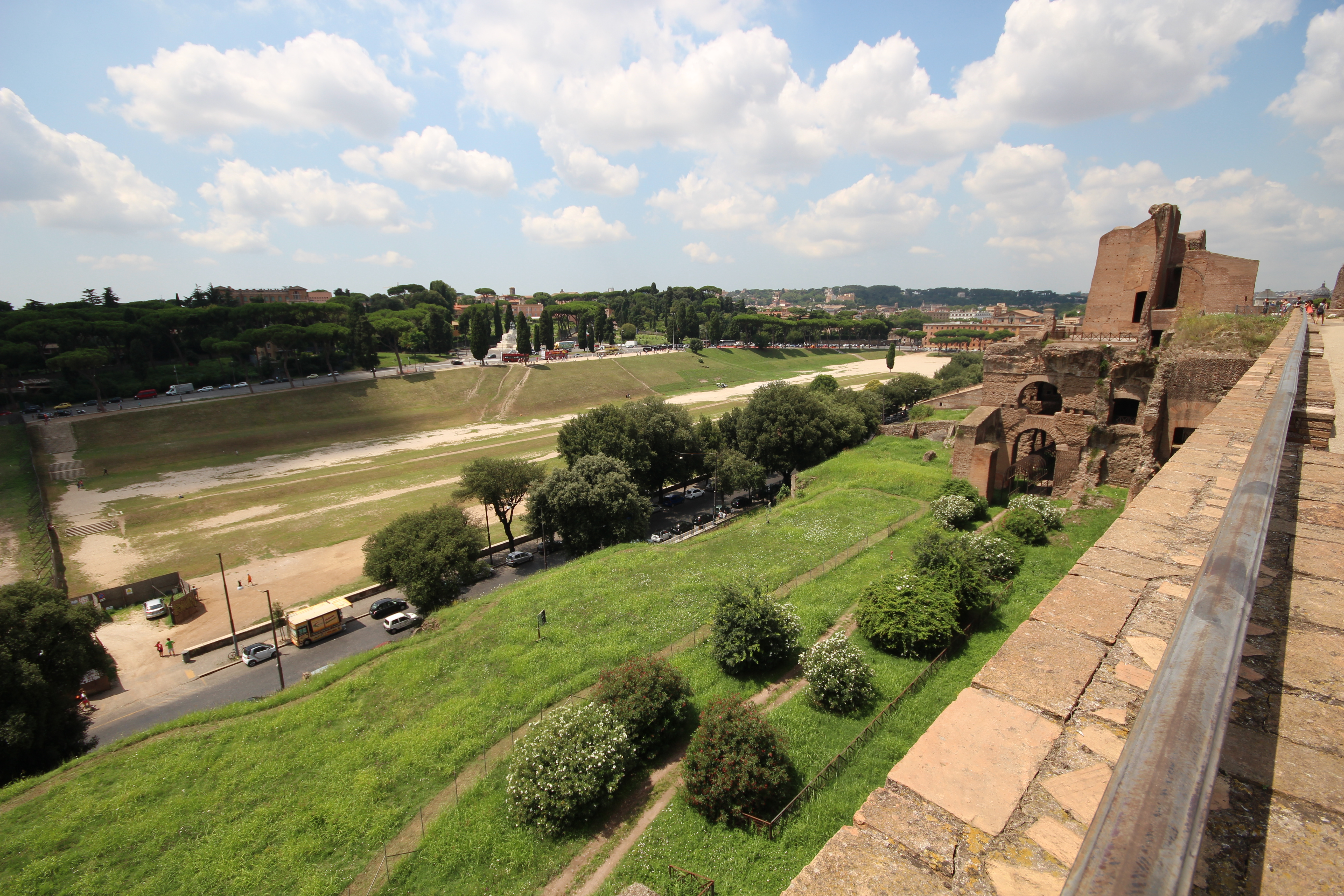
Représentation actuelle du Grand Cirque de Rome.

La mosaïque représente le long côté d'un cirque romain muni d'un portique à arcades. La partie supérieure de la mosaïque évoque la cavea, avec les colonnes et les arcs. Les arcades en plein cintre sont pourvues de colonnes torses. Le mosaïste s'est inspiré du cirque de Rome, archétype de ce type d'édifice de spectacles, pour refléter la générosité du donateur des jeux.

#### Description des spectateurs

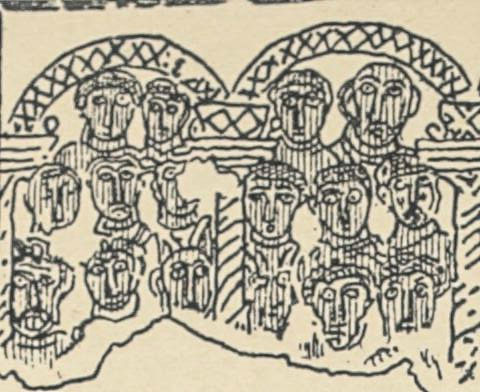
Détail des têtes des personnages sur le dessin de la mosaïque présent dans le Catalogue du musée Alaoui.

La représentation des spectateurs a marqué les découvreurs. Les spectateurs, aux « têtes serrées et attentives », assistent au spectacle. L'artiste a représenté les têtes des spectateurs qui s'entassent, entre les arcades des gradins de l'édifice. Cette représentation du public est jugée « exceptionnelle ».
Les spectateurs sont alignés et ont un « aspect stéréotypé et [un] regard inexpressif ». Les différents personnages sont juxtaposés et sans perspective, représentés sans naturalisme : les corps sont « trapus et mal proportionnés ». Cette « méconnaissance totale de l'anatomie » trahit la datation tardive de la mosaïque.
Ces personnages devraient être normalement mus par « une passion partisane » pour l'une des factions en lice, la façon dont ils sont représentés n'étant pas cohérente avec l'agitation qui régnait dans les cirques lors des courses.

### Description de la piste et du spectacle

#### Spinaet arène du cirque
Au milieu de la piste, on reconnaît le socle de la spina, élément d'architecture situé au milieu du cirque dans le sens de la longueur, autour duquel tournent les chars concurrents. Le plus important selon les mosaïstes était la représentation de la scène de course.

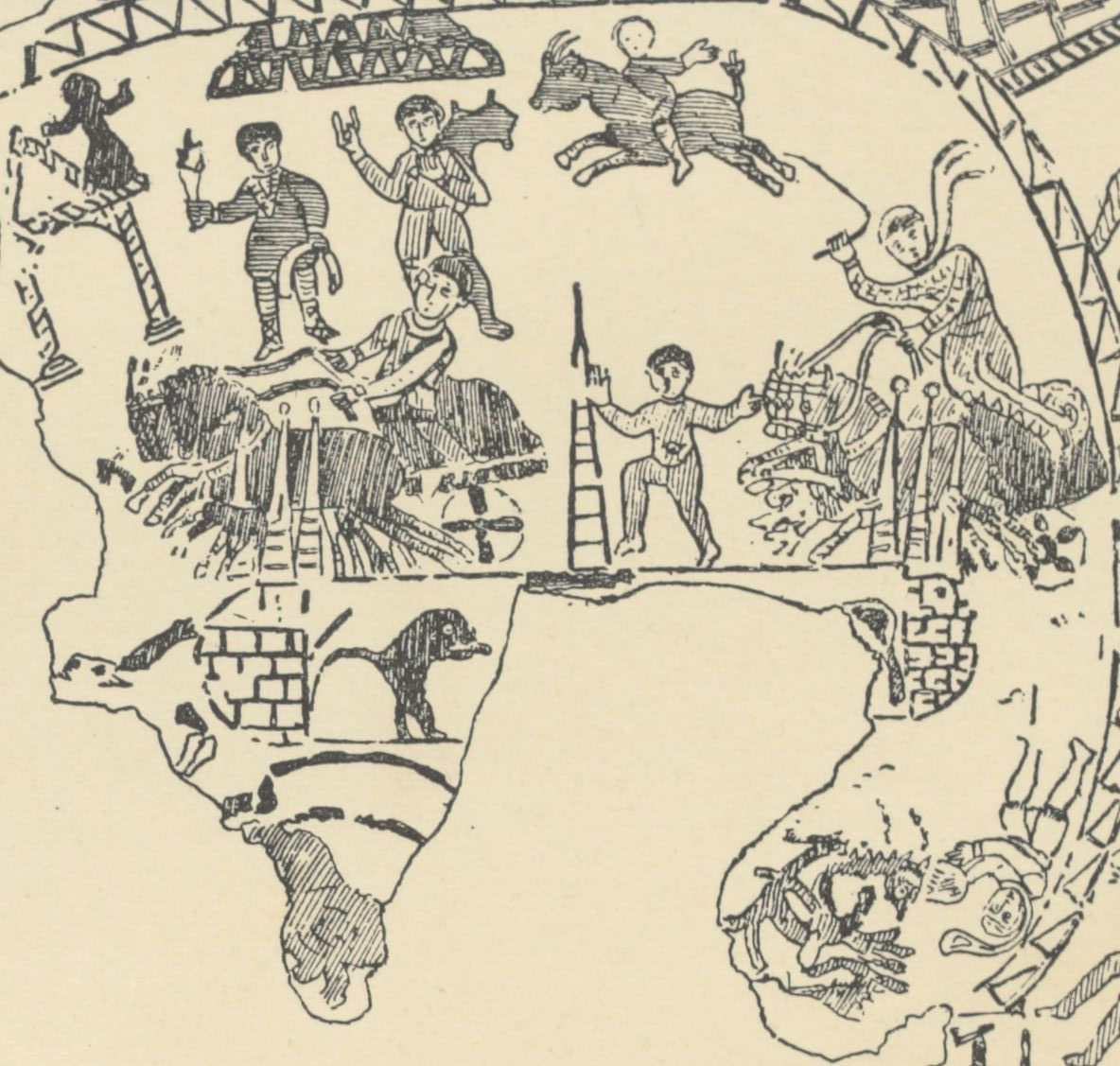
Vue de la piste sur le dessin de la mosaïque figurant dans le Catalogue du musée Alaoui.

La piste est divisée en deux par la spina, représentée de manière schématique : les bornes sont également tracées de façon maladroite, et au milieu se trouve un obélisque pourvu de lignes horizontales. Une statue d'athlète est présente non loin de l'obélisque. Sur la partie inférieure de la spina, mal conservée, se trouvent une panthère et un autre animal, peut-être un cerf.
Sur l'arène, on observe également un petit édicule à fronton, surmonté d'une statue de Victoire et muni de ce qui ressemble à une estrade, peut-être une « tribune amovible pour les juges de la course », que l'on trouve uniquement sur cette œuvre.
Sur la piste, on trouve quatre loges (carceres) à droite avec, situés à leur entrée, quatre personnages en bronze : ces personnages sont des statues d'athlètes, la place de ces statues étant normalement au-dessus de ces carceres. Le sexe des personnages n'est pas représenté. Les carceres sont dessinées de manière maladroite : les colonnes n'ont pas la même taille, et les arcs ne sont pas similaires. Chacune des quatre factions du cirque peut disposer de l'une des carceres.

#### Compétition
L'artiste ou les artistes ont représenté une scène habituelle et non un événement particulièrement marquant. Les manœuvres effectuées par les quadriges sont courantes dans ce type de compétition.
La scène représentée est la scène finale de la course, « moment le plus crucial et le plus exaltant de la compétition », à l'instar d'autres mosaïques du cirque représentant le même moment. Lors de cette phase finale de la compétition, « la plus excitante », quatre quadriges aux couleurs des factions sont en compétition : les factions en lice conservées sont les Bleus et les Verts. Deux chars sont conservés ; les auriges sont vêtus d'une tunique à manches longues et d'une écharpe, et portent un casque, ils tiennent les rênes de leurs chevaux à la main. Les auriges conservés se présentent de trois quarts avec cependant le visage de face.
Le juge au milieu de la piste porte une serviette blanche et s'apprête à remettre la palme de la victoire.

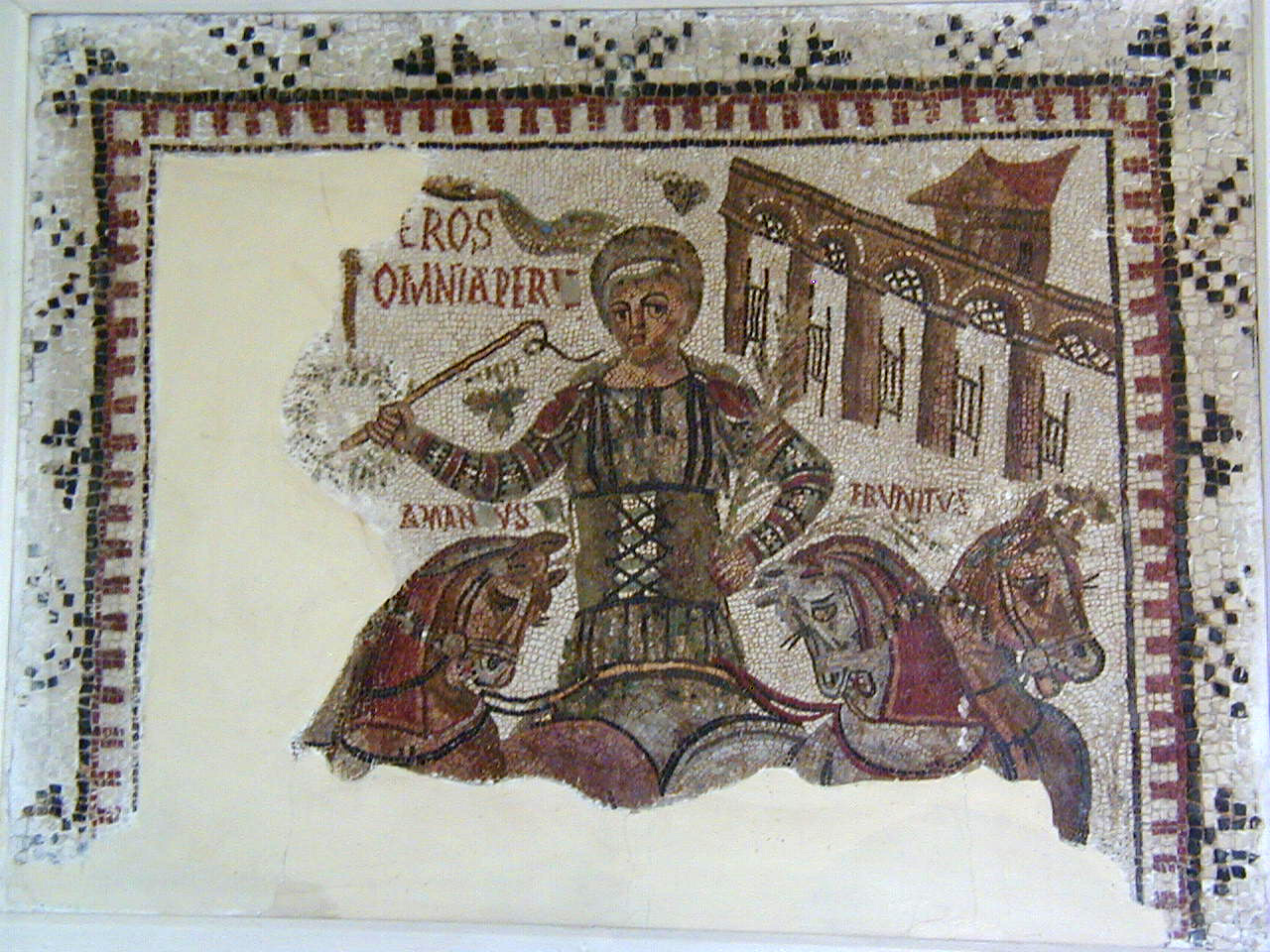
Mosaïque d'aurige vainqueur de Dougga, œuvre datée du IVe siècle.

Le vainqueur, membre de l'équipe des Verts, freine son char, « buste incliné vers l'arrière ». Il se tourne vers les spectateurs, mais son regard est sans expression et « l'absence de véhémence dans l'action » est soulignée. Le cocher a également les jambes pliées, il manœuvre les rênes pour arrêter les chevaux tout en surveillant le quadrige juste derrière lui. Les chevaux de cet attelage sont au « galop allongé », mais ils ne sont pas représentés selon les canons esthétiques correspondant au déroulé de la course ; leur dos devrait être courbe, or il est représenté de façon horizontale. Les pattes sont représentées selon une « perspective étagée » anormale et le ventre ou les queues des chevaux sont également représentés de façon anormale.
Le second équipage est représenté en plein élan ; l'aurige a le corps penché en avant et fait claquer son fouet, un « effort vain pour rattraper le quadrige précédent ». L'attelage a juste contourné la meta et tente d'accélérer. La représentation de cet attelage est également maladroite, tant pour les chevaux que pour les rênes de l'aurige.
Les deux autres équipages sont fragmentaires : on a conservé l'avant-train du troisième char, qui semble chuter, accident de courses de cirque fréquemment représenté. L'image du dernier char est à peu près totalement perdue.

#### Employés du cirque
Dans le reste de l'arène, divers employés du cirque sont présents : les sparsores qui aspergent d'eau les chevaux et les chars, et les propulsores qui activent le train des attelages,. Le propulsor est quasiment debout sur son cheval et encourage le concurrent en seconde position. Les sparsores sont figurés selon un schéma classique dans les mosaïques de cirque ; la représentation est liée à la perspective adoptée, « en éventail ». Le propulsor, qui est sur un cheval, est figuré de face et a une tête disproportionnée et un « corps trapu ».
Deux personnages sortent d'une estrade, peut-être un juge et un musicien comme dans d'autres mosaïques, ainsi la mosaïque de Piazza Armerina ou celle du cirque de Lyon. L'un des deux porte une mappa (serviette blanche) et une palme ; cependant, le deuxième n'est pas muni de trompette mais d'un instrument constitué d'une peau de chèvre et de quatre tubes, un tibia. Cet instrument tout comme le joueur sont peu représentés car objets de mépris. L'auteur de la mosaïque a décidé de représenter cette cornemuse comme « note personnelle ».

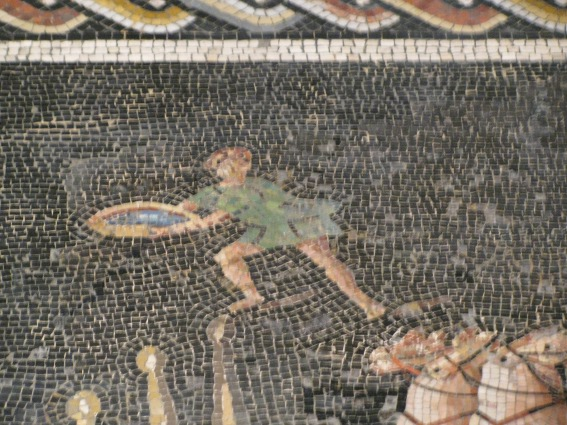
Détail de la mosaïque des Jeux du cirque au musée gallo-romain de Fourvière : le sparsor s'apprête à asperger les chevaux ou la piste, il est muni d'une bassine similaire à celles des sparsores de la mosaïque de Gafsa.

Les sparsores sont situés l'un à l'extrémité gauche de la spina et l’autre dans le registre inférieur droit. Cependant ces personnages ne sont pas munis d'amphores coniques mais d’une cortina de couleur rouge et noire. L'un des deux sparsores a laissé tomber sa cortina qui est par terre et laisse échapper de l'eau.

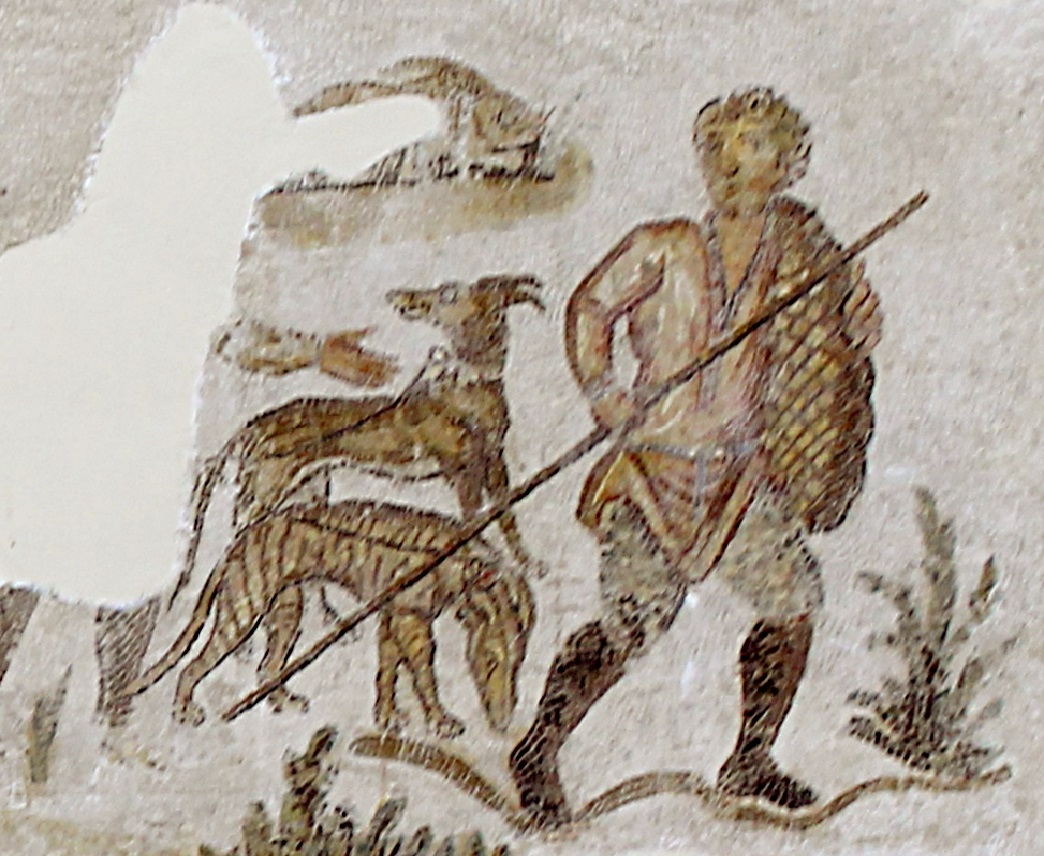
Détail de la scène du départ pour la chasse de la mosaïque du seigneur Julius.

Les vêtements des personnages sont tous les mêmes, sauf pour un sparsor, avec une « tunique courte, fendue à l'avant, à manches longues », de couleur différente. Tous les vêtements ont une encolure ronde, sauf dans un cas, où le col est triangulaire. Cette forme d'encolure se développe au Bas-Empire. Elle se retrouve ainsi dans la représentation d'un valet de chasse sur la célèbre mosaïque du seigneur Julius. Ce type de vêtement, qui se développe surtout aux Ve et VIe siècles, est surtout présent sur d'autres œuvres datées du VIe siècle. Certains personnages portent une genouillère ou un foulard autour du cou.
L'absence de toge est soulignée, alors que ce vêtement est présent sur la mosaïque de Piazza Armerina. Les auriges n'ont pas non plus le corset et la large ceinture habituelle sur les mosaïques, et sont jambes nues. Ils tiennent de la seule main gauche les rênes.

## Interprétation
Les mosaïques représentant les cirques sont fondamentales pour l'étude de ce type d'édifice peu conservé.

### Représentation de scènes de cirque par mosaïque

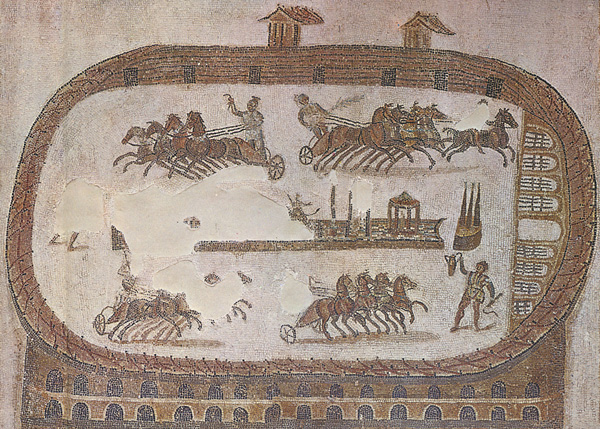
Mosaïque du cirque de Carthage, du IIIe siècle, qui évoque une scène similaire mais avec moins de naïveté.

La province d'Afrique est celle de l'Empire qui livre le plus de représentations de mosaïques de courses de chars. La mosaïque du cirque de Gafsa regroupe des éléments que l'on retrouve dans nombre de représentations de jeux du cirque.
Ces représentations ont souvent été considérées comme une imitation du Circus Maximus. Aucun cirque n'a été identifié à Gafsa, et peut-être que les jeux se déroulaient dans « des édifices improvisés se réduisant, le plus souvent, à une spina rudimentaire ». Le mosaïste a représenté le cirque de Rome car les statues d'athlètes, les quadrupèdes, et plus encore le temple de Venus Murcia, sont caractéristiques de ce dernier édifice. Cependant cette représentation n'est pas fidèle, et les détails sont incongrus.
Les représentations de ce qui était considéré comme cet édifice sont diverses et les mosaïstes étaient plus désireux de représenter l'ambiance que de restituer un édifice réel qui est figuré « tout à fait indéfini et idéal ». Les mosaïques du cirque comme celles de Piazza Armerina, Barcelone ou Gérone, datées des IIIe et IVe siècles, présentent quant à elles des scènes avec dynamisme.

### Témoignage tardif d'une passion romaine et de la continuation de l'évergétisme
La mosaïque de Gafsa est un témoignage de l'« engouement pour les courses du cirque » de la population en dépit de la réprobation des institutions ecclésiastiques, passion qui dure depuis le IIe siècle et qui est sur le point de s'éteindre sous la pression de ces institutions. Elle est aussi le témoignage du maintien du « mode de vie des cités romanisées ».
L'artiste ou les artistes souhaitent faire part de l'ambiance dans ces lieux. Les courses sont un lieu de rassemblements par affinités, et les équipes sont affiliées à des groupes sociaux. Les jeux sont payés par de riches citoyens, les évergètes, et organisés par les factions. Les factions possèdent en outre un symbole astral, et à chaque faction est liée une saison.
Le caractère local transparaît dans l'instrument utilisé par le musicien — une cornemuse est substituée à une trompette traditionnelle —, la représentation de l'estrade et le choix du vainqueur, correspondant à l'équipe qui avait la faveur du commanditaire de l’œuvre.
La mosaïque témoigne du maintien de ces traditions des jeux alors que la cité était entrée dans une phase de décadence, tant dans son bâti que dans ses institutions. Elle avait un but commémoratif, rappeler la générosité d'un donateur ou d'un magistrat.

### Représentation non réaliste et maladroite qui trahit une œuvre locale et tardive
L’œuvre qui représente les jeux du cirque est d'« une exécution maladroite ». Le style est « schématique et naïf ». Les auteurs du Catalogue du musée Alaoui la qualifiaient en 1897 de « travail naïf et grossier ».

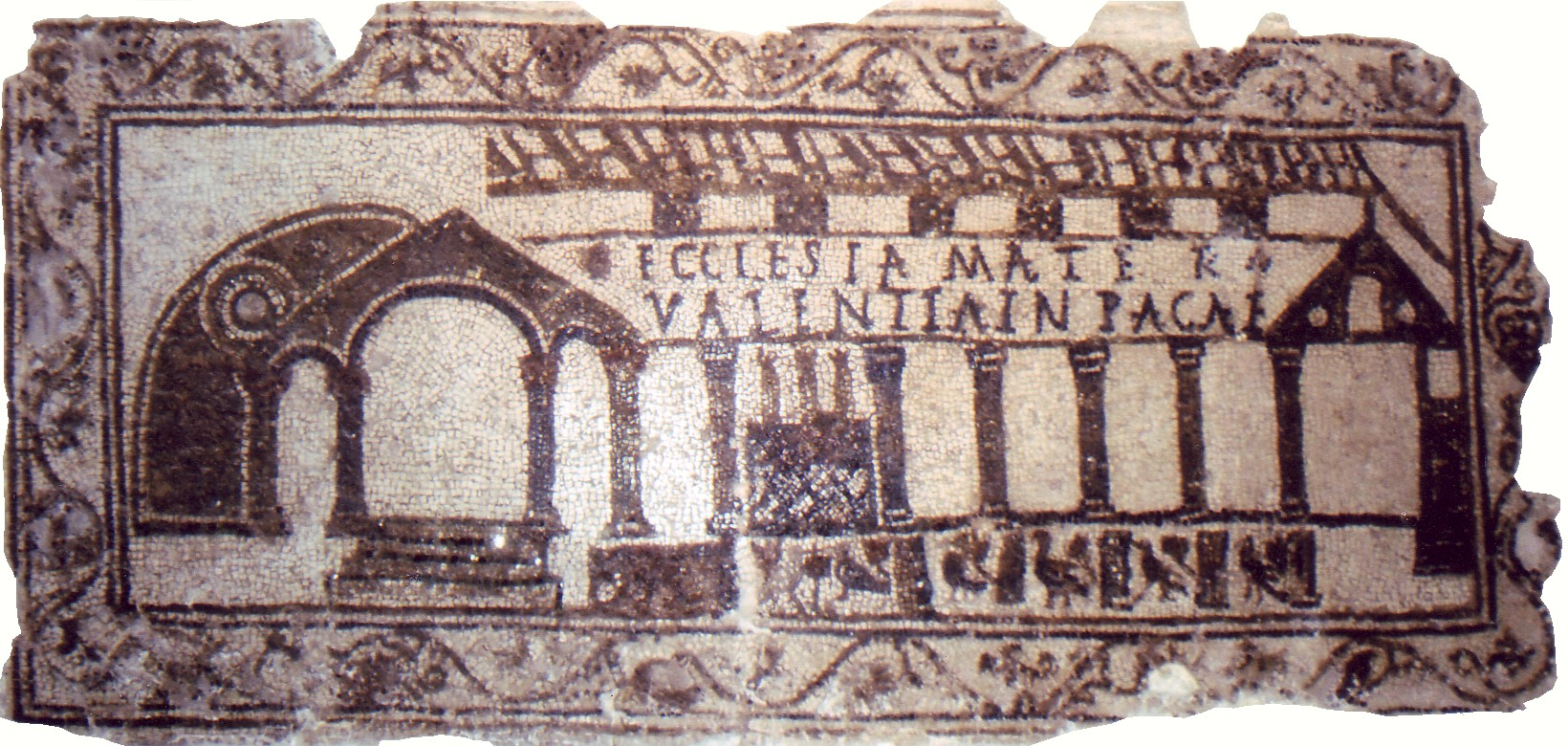
Mosaïque dite de l'Ecclesia Mater, du IVe siècle-Ve siècle, conservée au musée du Bardo et représentant un édifice religieux sans souci de réalisme.

L'artiste a fait des « erreurs grossières de dessin et de perspective », le char étant représenté de manière fantaisiste. Les chars sont de profil, mais le mosaïste, « dont les faibles talents sont évidents », a fait des erreurs tant dans le dessin que pour la perspective utilisée. La représentation n'est pas réaliste : les chars sont pourvus d'une plate-forme triangulaire et tiennent sur la roue. Ils se présentent d'« une manière fantaisiste et naïve ». Le mosaïste a désiré figurer tous les éléments du char mais en perdant tout réalisme, ce qui accuse une œuvre de l'Antiquité tardive, comme l'auteur de la mosaïque de l'Ecclesia Mater qui utilise « une perspective particulièrement irréelle ». Les motifs se chevauchent également parfois, du fait d'une maladresse du mosaïste.
Quant aux personnages, ils sont figurés de façon frontale. La scène est figurée avec un « manque de véhémence et de vitalité ». Il n'y a aucune ombre ou ligne, et les personnages sont représentés sans perspective.
La représentation, réalisée dans « un style linéariste et abstrait » est tardive et date de l'époque byzantine et de la christianisation de la contrée. Certains détails et le style trahissent le lieu et la date de la mosaïque. Les corps des personnages, représentés sans volume, montrent que les mosaïstes n’ont « aucun attrait pour la forme de la tradition antique héritée de l'hellénisme ». Les mains sont grandes et le « regard vague et extatique ».

Tombe en caisson de Dardanius, trouvée à Tabarka et datée du Ve siècle, musée national du Bardo.

Les représentations sont similaires à celles présentes sur les mosaïques chrétiennes de Tabarka ainsi que sur les stèles numides du IIe siècle. La mosaïque est du même style que d'autres œuvres africaines des Ve et VIe siècles ignorant l'anatomie, la perspective et le « linéarisme abstrait » : parmi ces autres œuvres de l'Antiquité tardive se trouve aussi la mosaïque représentant Daniel dans la fosse aux lions.

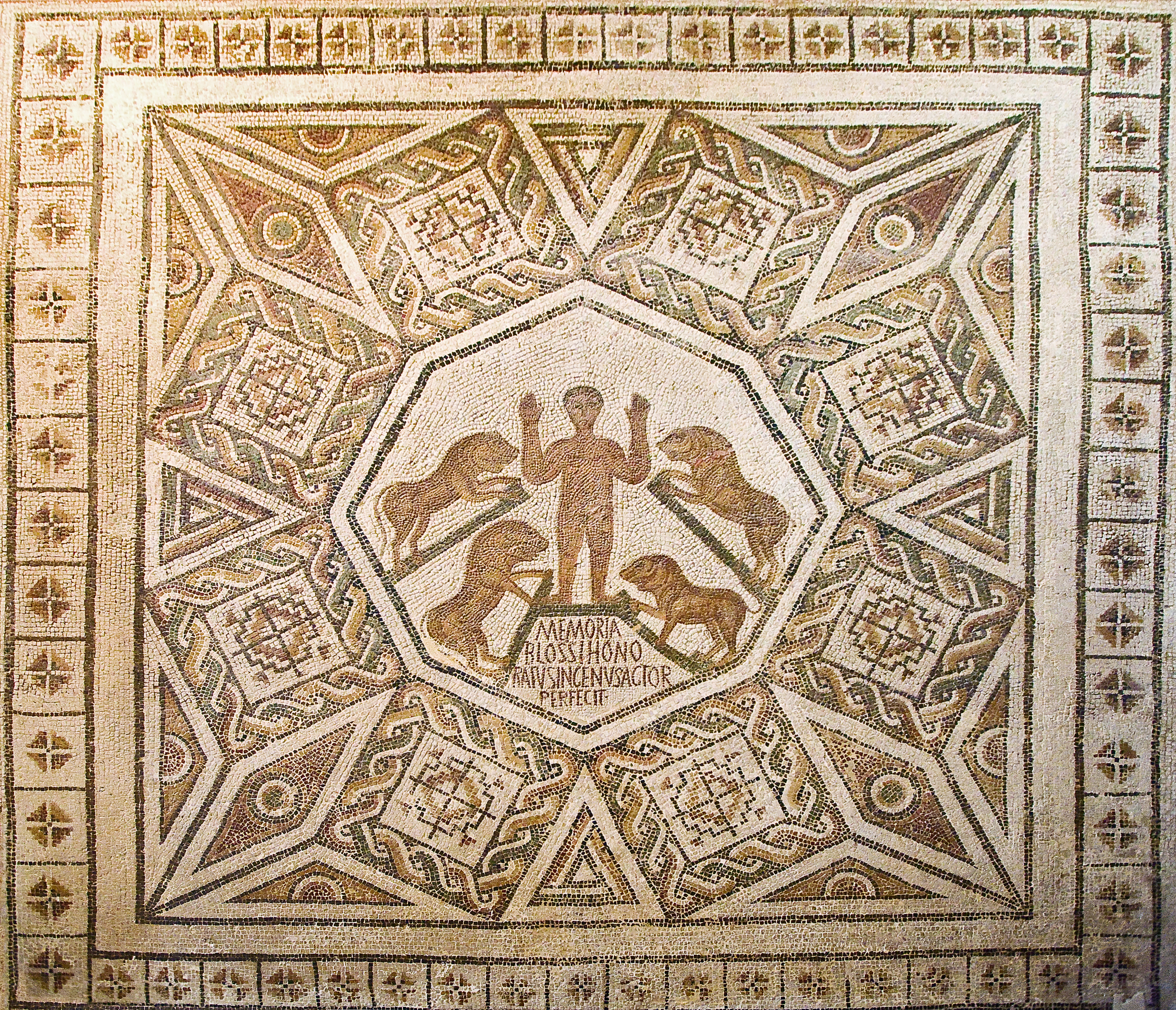
Pavement de mausolée représentant Daniel dans la fosse aux lions, Ve siècle, musée national du Bardo.

Le style naïf se rapproche des dalles funéraires chrétiennes des Ve et VIe siècles. Les mosaïques de l'époque ont subi l'influence des travaux réalisés dans l'Empire romain d'Orient.
Selon Mohamed Yacoub, la mosaïque du cirque de Gafsa appartient au « courant "populaire" africain, plus ou moins enrichi d'apports africains ». La mosaïque du cirque de Gafsa se distingue par un « caractère proprement africain » du fait du style et des conventions utilisées appartenant à un « courant artistique "populaire" » reprenant des éléments de la « tradition formelle préromaine ».
Cette maladresse est peut-être le signe d'une perturbation dans la circulation des artistes et d'une exécution locale. Le style de la mosaïque du cirque de Gafsa est proche de celui des « mosaïques africaines les plus tardives ». L'école de mosaïque africaine est durement ébranlée par la conquête vandale qui touche particulièrement les élites aristocratiques locales, et un « courant "populaire" » subsiste selon Mohamed Yacoub dans les mosaïques tombales ou autres qui laissent paraître de « vieilles préférences locales africaines ». La reconquête byzantine entraîne une influence des œuvres du bassin oriental de la Méditerranée sans faire cesser la production de travaux appartenant à ce courant populaire.

#### Ouvrages généraux
- Aïcha Ben Abed-Ben Khedher, Le musée du Bardo : une visite guidée, Tunis, Cérès, 1992, 76 p. (ISBN 978-9973-700-83-4).
- [Beschaouch 2001] Azedine Beschaouch, La légende de Carthage, Paris, Gallimard, 2001, 176 p. (ISBN 2-07-053212-7). .
- (en) Katherine Dunbabin, The Mosaics of Roman North Africa : Studies in Iconography and Patronage, Oxford, Clarendon Press, 1978, 303 p. (ISBN 978-0-19-813217-2).
- Mongi Ennaïfer, « Le thème des chevaux vainqueurs à travers la série des mosaïques africaines », Mélanges de l'École française de Rome, vol. 95, no 2,‎ 1983, p. 817-858 (lire en ligne, consulté le 11 mai 2023).
- Fabricia Fauquet, Le cirque romain : essai de théorisation de sa forme et de ses fonctions (mémoire de thèse de doctorat sous la direction de Jean-Claude Golvin), Bordeaux, Université Bordeaux-III, 2002, 534 p. (lire en ligne).
- Paul Gauckler, Inventaire des mosaïques de la Gaule et de l'Afrique, vol. II : Afrique proconsulaire (Tunisie), Paris, Ernest Leroux, 1910, 352 p.
- [Golvin 2012] Jean-Claude Golvin, Le stade et le cirque antiques : sport et courses de chevaux dans le monde gréco-romain, Lacapelle-Marival, Archéologie Nouvelle, 2012, 137 p. (ISBN 978-2-9533973-7-6). .
- M'hamed Hassine Fantar, Samir Ouanallah et Abdelaziz Daoulatli, Le Bardo, la grande histoire de la Tunisie : musée, sites et monuments, Tunis, Alif, 2015, 229 p. (ISBN 978-9938-9581-1-9).
- [Héron de Villefosse 1889] Antoine Héron de Villefosse, « Note sur des découvertes faites à Gabès et à Gafsa (Tunisie) », CRAI, vol. 33, no 3,‎ 1889, p. 208-211 (lire en ligne, consulté le 11 mai 2023). .
- [Lipinski 1992] Edward Lipinski, Dictionnaire de la civilisation phénicienne et punique, Turnhout, Brepols, 1992, 502 p. (ISBN 2-503-50033-1). .
- [Mrabet 2004] Abdellatif Mrabet, La Tunisie du sud : sites et monuments, Ministère de la culture de la jeunesse et des loisirs/Agence de mise en valeur du patrimoine et de promotion culturelle, 2004, 75 p. (ISBN 9973-954-02-5). .
- [Slim et al. 2003] Hédi Slim, Ammar Mahjoubi, Khaled Belkhodja et Abdelmajid Ennabli, Histoire générale de la Tunisie, vol. I : L'Antiquité, Paris, Maisonneuve et Larose, 2003 (ISBN 978-2-7068-1695-6). .
- [Slim et Fauqué 2001] Hédi Slim et Nicolas Fauqué, La Tunisie antique : de Hannibal à saint Augustin, Paris, Mengès, 2001, 259 p. (ISBN 978-2-85620-421-4). .
- [Yacoub 1993] Mohamed Yacoub, Le Musée du Bardo : départements antiques, Tunis, Agence nationale du patrimoine, 1993, 294 p. (ISBN 978-9973-917-12-6). .
- [Yacoub 1995] Mohamed Yacoub, Splendeurs des mosaïques de Tunisie, Tunis, Agence nationale du patrimoine, 1995, 421 p. (ISBN 9973-917-23-5). .

#### Travaux sur la mosaïque ou la ville
- [Khanoussi 2010] Mustapha Khanoussi, « Note sur la date de promotion de Capsa (Gafsa, en Tunisie) au rang de colonie romaine (note d'information) », CRAI, vol. 154, no 3,‎ 2010, p. 1009-1020 (lire en ligne, consulté le 11 mai 2023). .
- Pol Trousset, « Capsa », dans Gabriel Camps (dir.), Encyclopédie berbère, vol. 12 : Capsa – Cheval, Aix-en-Provence, Édisud, 1993 (ISBN 2-85744-581-4, lire en ligne), p. 1757-1760.
- [Yacoub 1981] Mohamed Yacoub, « Les aspects particuliers de la scène de course dans la mosaïque de cirque de Gafsa », Les Cahiers de Tunisie, vol. 29/117-118,‎ 1981, p. 495-516. .